# Roberto Bonomi
Roberto Bonomi (Buenos Aires, 30 de septiembre de 1919-ibidem, 10 de enero de 1992) fue un piloto de automovilismo de velocidad argentino.

## Carrera
Fue hijo de un rico terrateniente y político local. En 1952 ganó el Sport Argentina y en 1953 salió subcampeón, con un Ferrari. 
También en 1953, corrió la mítica Targa Florio, junto a Onofre Marimón en una Ferrari 250S, obteniendo el 8.º puesto.
En 1958 se compró un Maserati 300S que participan en eventos deportivos y de Fórmula Libre hasta 1961.
En 1960, compitió con su única carrera en Fórmula 1, en el Gran Premio de Argentina de ese año sobre un Cooper-Maserati, terminando en el undécimo lugar.

## Resultados

### Fórmula 1
(Clave) (negrita indica pole position) (cursiva indica vuelta rápida)

| Año     | Escudería           | 1      | 2   | 3   | 4   | 5   | 6   | 7   | 8   | 9   | 10  | Pos. | Puntos |
| ------- | ------------------- | ------ | --- | --- | --- | --- | --- | --- | --- | --- | --- | ---- | ------ |
| 1960    | Scuderia Centro Sud | ARG 11 | MON | 500 | NED | BEL | FRA | GBR | POR | ITA | USA | NC   | 0      |
| Fuente: |                     |        |     |     |     |     |     |     |     |     |     |      |        |